# Pseudohydromys germani
Pseudohydromys germani — вид мишоподібних гризунів родини мишеві (Muridae). Цей вид раніше вважався частиною Mayermys ellermani. Обидва види були передані роду Pseudohydromys.

## Опис
Довжина голови й тіла 105 мм, довжина хвоста 103 мм, довжина задньої стопи 21 мм, довжина вух 12.6 мм і вага 29,5 гр.
Як і його родич, P. germani це дрібний, але трохи більший гризун, який має більш темні (темно-сірі, а не блідо-сірі) вуха і хвіст з рідким, коротким волоссям (інші види має більше і більш довгі волоски). Його корінні зуби, однак, ще менші (менше 1 мм), ніж у інших видів.

## Поширення, екологія
Відомий з однієї місцевості в районі Агаун (висота 1300 м над рівнем моря) і, як вважають, має обмежений діапазон поширення в горах південно-східної Нової Гвінеї (Папуа Нова Гвінея). Цей вид комахоїдний і може спеціалізуватися на черв'яках. Ймовірно, залежить від зрілого лісу.

## Загрози та охорона
Загрози для цього виду не відомі. Не відомо, чи вид присутній у будь-яких охоронних територіях.